# Dysmicoccus arcanus
Dysmicoccus arcanus är en insektsart som beskrevs av Jennifer M. Cox 1987. Dysmicoccus arcanus ingår i släktet Dysmicoccus och familjen ullsköldlöss. Inga underarter finns listade i Catalogue of Life.